# Calolampra propinqua
Calolampra propinqua es una especie de cucaracha del género Calolampra, familia Blaberidae.

## Distribución
Esta especie se encuentra en Australia.